# Пагорб Філопаппу
37°58′02″ пн. ш. 23°43′17″ сх. д. / 37.96722° пн. ш. 23.72139° сх. д.

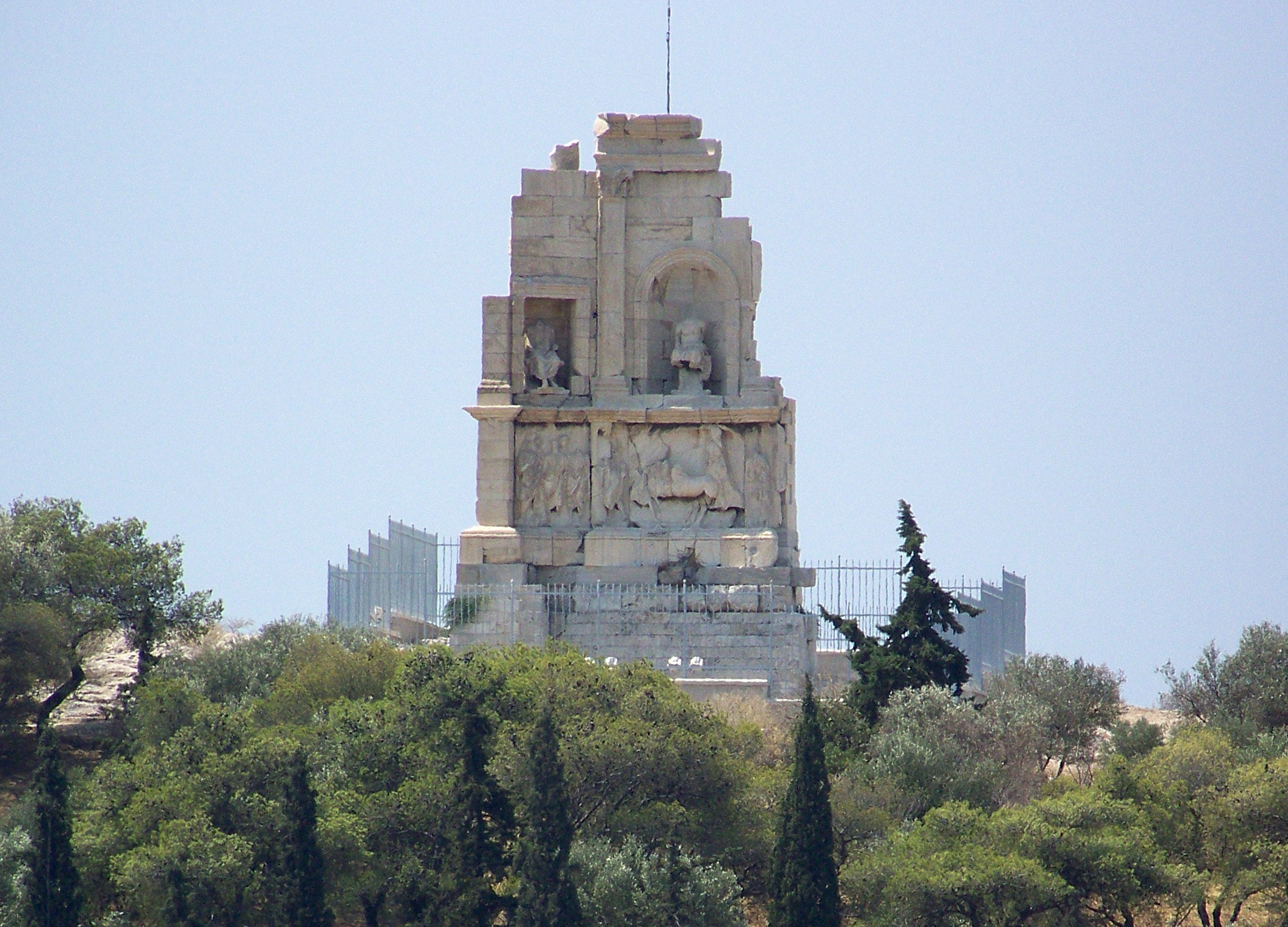
Пагорб Філопапу, Афіни

Пагорб Філопаппу (грец. Λόφος Φιλοπάππου), або Пагорб Муз, а також Пам'ятник Філопаппу (грец. Μνημείο Φιλοπάππου) — давньогрецький мавзолей в Афінах, присвячений Гаю Юлію Антиоху Епіфанію Філопаппу (грец. Γάιος Ιούλιος Αντίοχος Επιφανής Φιλόπαππος, 65 – 116), царю Коммагени.
1953 року на схилі пагорба споруджено літню сцену на 800 місць для Театру грецького танцю «Дора Страту».

## Історія
Філопаппу помер 116 року, його смерть стала великою втратою для його сестри Юлії Більбілли. Аби гідно вшанувати пам'ять екзильного царя однієї з провінцій могутньої Римської імперії, Юлія разом із громадянами Афін звела мармуровий мавзолей на пагорбі Мусейон, неподалік від Афінського акрополя. З тих часів сам пагорб почали називати пагорбом Філопаппу. Мавзолей був споруджений на тому ж місці, де в 6 столітті до н. е. відбулось поховання містичного поета та оракула Мусея. Грецький географ Павсаній у своїй роботі «Опис Греції» (I.25.8) описує величну гробницю Філопаппу як пам'ятник, побудований великому сирійцю.
13 століть пам'ятник залишався неушкодженим, допоки не настала османська доба. Він частково був просто зруйнований, а пізніше розібраний на будівельне каміння, як і Храм Зевса Олімпійського, для зведення мечеті у сучасному районі Афін Монастиракі.

## Пам'ятник

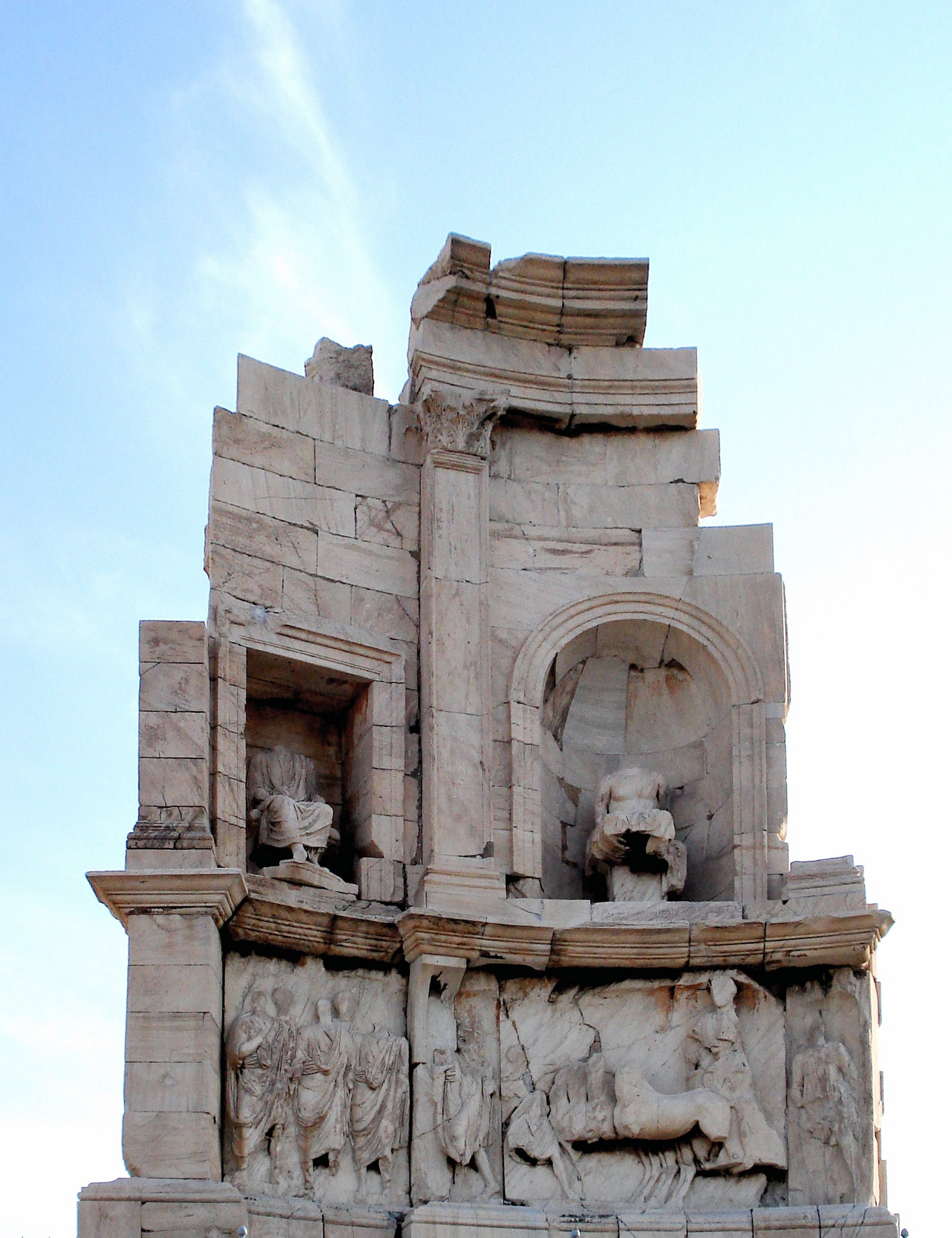
Пам'ятник Філопаппу

Пам'ятник Філопаппу є двохповерховою структурою, встановленою на базі. На нижньому рівні знаходиться фриз, що представляють Філопаппу як консула, верхи на колісниці, керованій лікторами. На верхньому рівні встановлено статуї трьох осіб:
- ліворуч — Антіоху IV Комагеннському;
- центральну фігура самого Філопаппу;
- та праворуч — Селевка І Нікатора (донині не збереглась).

У ніші під фігурою Філопаппу нанесено напис: грец. Φιλόπαππος Επιφάνους Βησαιευς — Філопаппу, син Епіфана із дема Беса — саме це ім'я і носив Філопаппу як афінський громадянин. У ніші ліворуч напис латинською мовою: лат. Caius Iulius Антіоха Philopappos — Син Каіуса з роду Фабіан, консул. У правій ніші було зроблено напис грецькою мовою: грец. Βασιλεύς Αντίοχος Φιλόπαππος Βασιλέως Επιφανούς Αντιόχου — Цар Антиохії Філопаппу, син царя Епіфанія, сина Антиоха. Саме прізвисько Філопапп означає «улюбленець діда», тобто останнього царя Коммагени Антиоха.
Під статуєю Антиоха IV, прадіда Філопаппу, є напис «Цар Антиоха, син царя Антиоха». Цей напис стосується Антіоху IV Комагеннського та його покійного батька, останнього незалежного правителя Комагени царя Антиоха III Епіфана. Коли Антиоха III помер у 17 р., Комагенна була анексована римським імператором Тиберієм і стала провінцією Римської імперії. Під статуєю Селевка I, засновника династії Селевкідів, від якого походили усі комагеннські царі, також був напис, який не зберігся до наших днів. Мандрівник Кіріак із Анкони писав у своїх спогадах, що напис був настпуним: «Цар Селевк Нікатор, син Антиоха».